# Indiai muntyákszarvas
Az indiai muntyákszarvas (Muntiacus muntjak) az emlősök (Mammalia) osztályának párosujjú patások (Artiodactyla) rendjébe, ezen belül a szarvasfélék (Cervidae) családjába és a szarvasformák (Cervinae) alcsaládjába tartozó faj.
A Muntiacus emlősnem típusfaja.
Egyes szerzők az ázsiai kontinensen élő állományokat külön fajhoz sorolják Muntiacus vaginalis néven, de ezt egyelőre nem támasztják alá meggyőző bizonyítékok; ebben az esetben az indiai muntyákszarvas az indonéz és maláj szigetvilág lakója.

## Előfordulása
Az indiai muntyákszarvas eredetileg Indiában, Nepálban, Malajziában, Szumátrán, Borneón, Jáván, Tajvanon és Dél-Kínában volt honos. Az indiai muntyákszarvast és rokonát, a kínai muntyákszarvast betelepítették Dél-Angliába és Franciaországba. A vadasparkok karámjaiból megszökött példányok a kezdeti nehézségek után egy magterületet hoztak létre Délkelet-Angliában, ahonnan azóta is egyre terjeszkednek. Ez a folyamat 1950 óta gyorsult fel erősen, bár a betelepülés már 1900-ban történt.

## Alfajai
Az indiai muntyákszarvas alfajai:
- Muntiacus muntjak annamensis Kloss, 1928 - Kambodzsa, Laosz és Vietnám
- Indiai muntyákszarvas (Muntiacus muntjak aureus) C. H. Smith, 1826 - India
- Bangka-szigeti muntyákszarvas (Muntiacus muntjak bancanus) - Billiton sziget és Banka sziget
- Thaiföldi muntyákszarvas (Muntiacus muntjak curvostylis) Gray, 1872 - Thaiföld
- Burmai muntyákszarvas (Muntiacus muntjak grandicornis) - Mianmar
- Ceyloni muntyákszarvas (Muntiacus muntjak malabaricus) Lydekker, 1915 - India déli része és Srí Lanka
- Jávai muntyákszarvas (Muntiacus muntjak muntjak) Zimmermann, 1780 - Jáva és Szumátra északi része
- Balinéz muntyákszarvas (Muntiacus muntjak nainggolani) - Bali és Lombok szigetek
- Feketelábú muntyákszarvas (Muntiacus muntjak nigripes) G. M. Allen, 1930 - Vietnám és Hajnan szigete
- Maláj muntyákszarvas (Muntiacus muntjak peninsulae) - Malajzia
- Muntiacus muntjak pleicharicus - Borneó déli része
- Muntiacus muntjak robinsoni - Bintan sziget és a  Linga-szigetcsoport
- Muntiacus muntjak rubidus - Borneó északi része
- Dél-kínai muntyákszarvas (Muntiacus muntjak vaginalis) Boddaert, 1785 - Mianmar és Kína délnyugati része

A Muntiacus montanus (Robinson & Kloss, 1918) Szumátra hegyvidéki területein él; egyesek az indiai muntyákszarvas alfajának tekintik, Muntiacus muntjak montanus Robinson & Kloss, 1918 néven.

## Megjelenése

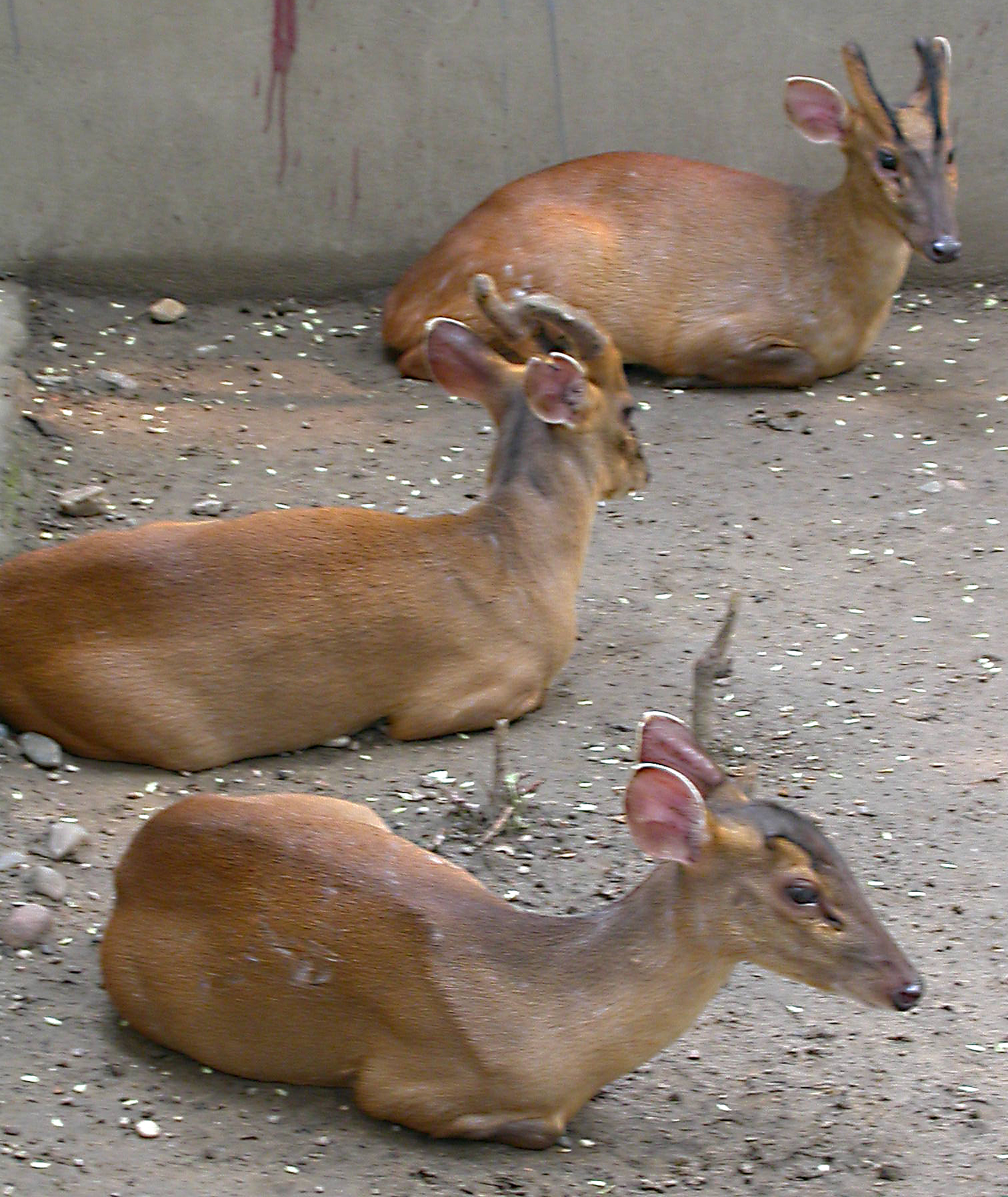
Kisebb csoportban

Az állat fej-törzs-hossza 89-135 centiméter, farokhossza 13-23 centiméter, marmagassága 40-65 centiméter, a bak szemfog hossza legfeljebb 2,5 centiméter (a sutának is van fél centiméteres szemfoga) és testtömege 15-35 kilogramm. Teste kicsi és karcsú; a far magasabb, mint a váll, ettől az állat púposnak látszik. Az állat egész testét-a fülét kivéve-rövid, puha szőr fedi. A szőrzet színe a sötétbarnától a sárgáig vagy a szürkésbarnáig terjed, és krémfehér foltok díszítik. Nyáron élénk gesztenyebarna a szőrzet, télen sötétebb. A bakok fej- és nyaktájéka erőteljesebb és sötétebb, mint a sutáké. Agancsa csak a baknak van, amelyet évente lecserél. Az agancs rövid, körülbelül 5-6 centiméter hosszú, hajlott végű és egyetlen elágazás van rajta. A rózsatő viszonylag hosszú és szőr borítja. A bakok kicsiny agancsukat május–júniusban dobják le, és október–novemberben növesztenek újat. Csak a fiatalok agancsán van télen is háncs. Az állat szeme alatt két illatmirigy, kettő pedig a homlokán található V alakú mélyedésben helyezkednek el. Farka rövid és széles. Ha felcsapja, elővillan a fehér alsó rész. A gida kicsit sötétebb színezetű, mint a felnőtt állatok, és világos pettyek díszítik.

## Életmódja

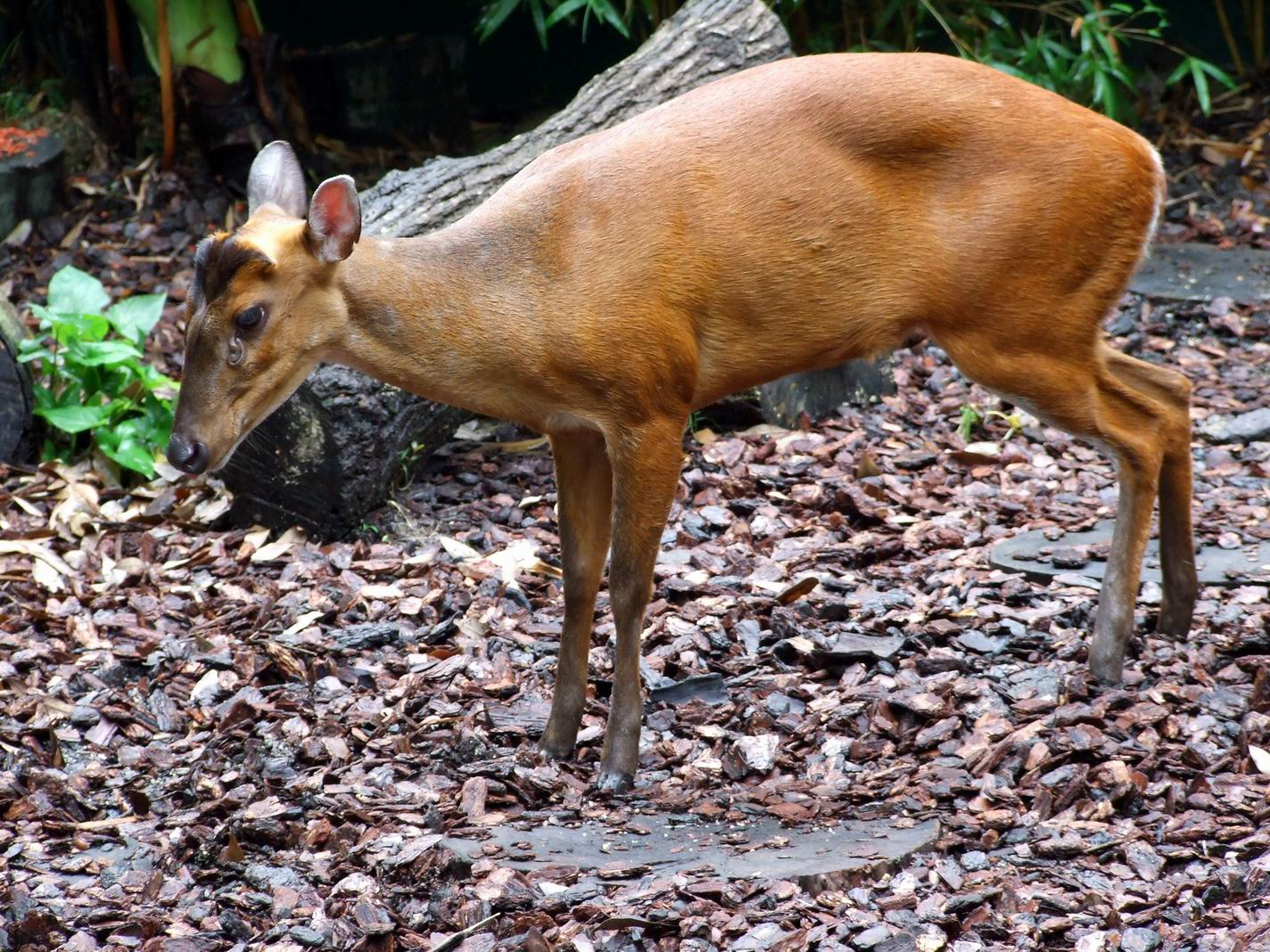
Nőstény

Az indiai muntyákszarvas igen territoriális, lakókörzetét a betolakodó fajtársakkal szemben hevesen védelmezi. A harcok során nemcsak kis agancsukat, hanem főképpen éles, megnyúlt szemfogaikat vetik be a bakok, amelyekkel véresre tudják harapni ellenfeleiket. A fogságban vagy karámban tartott muntyákszarvasbakoknál az üzekedéskor nem ritka, hogy gondozójukat is megtámadják, és súlyosan meg is sebesítik. A bak vágyakozásának érdes ugatással ad hangot. Időnként laza csapatokban is él. Általában éjszaka aktív. Az állat 1000-3000 méteres magasságban is megtalálható, ahol a sűrű, dús aljnövényzetű erdőket kedveli. A bak csak a párosodási időszakban szegődik a sutához néhány hétre. Tápláléka levelek, gyümölcsök, fakéreg, gombák és néha dögök is. Hogy megfelelő kondícióban tudja tartani magát, a muntyákszarvasnak télen is fehérjében és ásványi anyagokban gazdag élelem kell. A kontinentális teleket ezért nem éli túl. Fogságban 17, szabadon legfeljebb 10 évig él.

## Szaporodása
Az ivarérettséget 6-12 hónaposan éri el. A párzási időszak egész évben, de mindenekelőtt januárban és februárban van. A vemhesség 180 napig tart, melynek végén, a nőstény 1 ritkábban 2 gidát ellik. Születésekor a gida 1 kilogrammos, anyja 3 hónapig szoptatja és a következő ellésig maga mellett tartja.

## Állatkertekben
Közeli rokonával, a kínai muntyákszarvassal ellentétben állatkertekben ritka: jelenleg Európában csak 5 helyen tartják. A magyar állatkertekben nem él ilyen állat. A Győr-Moson-Sopron vármegyei Kisfaludi Vadasparkban több egyed is megtalálható. 